# Donald Solitar
Donald Moiseyevich Solitar (* 5. September 1932 in Brooklyn; † 28. April 2008 in Toronto) war ein kanadisch-US-amerikanischer Mathematiker.

## Leben
Solitar studierte am Brooklyn College mit dem Bachelor-Abschluss 1953 und an der Princeton University mit dem Master-Abschluss. Er wollte eigentlich bei Emil Artin in Princeton über Gruppentheorie promovieren, dieser befasste sich aber nicht mehr damit und so ging er stattdessen an die New York University, an der er 1958 bei Wilhelm Magnus promoviert wurde (On subgroup theorems). Schon zuvor publizierte er mit seinem Kommilitonen Abraham Karrass über unendliche Gruppen und kombinatorische Gruppentheorie. Ab 1959 lehrte er an der Adelphi University, wo er mit Karrass das National Science Foundation Summer Institute for High School Teachers leitete, und ab 1968 an der York University.
Er befasste sich mit Kombinatorischer Gruppentheorie und unendlichen Gruppen. Mit Gilbert Baumslag führte er 1962 Baumslag-Solitar-Gruppen ein.
1982 wurde er Fellow der Royal Society of Canada.
Zu seinen Doktoranden gehört Abraham Karrass (Dissertation 1961, Adelphi University), der auch sein Kommilitone in New York gewesen war und auch später mit ihm eng zusammenarbeitete.

## Schriften
- mit Gilbert Baumslag: Some two-generator one-relator non-Hopfian groups, Bulletin of the American Mathematical Society, Band 68, 1962, S. 199–201.
- mit Wilhelm Magnus, Abraham Karrass: Combinatorial group theory: Presentations of groups in terms of generators and relations, Interscience 1966
- mit Karrass: The subgroups of a free product of two groups with an amalgamated subgroup, Transactions of the American Mathematical Society, Band 150, 1970, S. 227–255.
- mit Karrass, Alfred Pietrowski: Finite and infinite cyclic extensions of free groups, Journal of the Australian Mathematical Society, Band 16, 1973, S. 458–466.